# Antanas Škėma
Antanas Škėma (29. listopadu 1911, Lodž – 11. srpna 1961, poblíž Chicaga, USA) byl litevský spisovatel exilového období litevské literatury, autor románu Balta drobulė. Do literatury se zapojil jako básník, prozaik, dramatik, kritik nebo publicista, dále byl i hercem a režisérem.

## Život
Antanas Škėma se narodil v polské Lodži. Jeho matka byla Polka, otec tam byl odeslán vyučovat. Oficiální datum narození je 29. listopadu 1911, sám spisovatel však za své datum narození uvádí stejný den avšak o rok dříve, tedy 1910. Důvodem je podle jeho slov rozhodnutí jeho otce déle pobírat přídavek na děti. Škėmovy matriční záznamy totiž zůstaly v rodné Lodži.
Do roku 1921 žil s rodiči v Rusku, kam utekli po začátku první světové války, a na Ukrajině, kde zažil Říjnovou revoluci. Poté již rodina přesídlila na Litvu, kde Škėma absolvoval první čtyři roky základní školy v obci Radviliškis a poté gymnázium v Kaunasu. V dětství navštívil Antanas Škėma také Karlovy Vary, tehdy ještě v Rakousku-Uhersku.
Literárně debutoval Škėma roku 1929, tedy ve svých 18 letech. Toho roku se také rozhodl vstoupit na lékařskou fakultu, kterou po dvou letech však vyměnil za práva. Ani zde studium nedokončil, jelikož v roce 1935 opět přestoupil, tentokrát se rozhodl pro herectví, kde již setrval. V letech 1936 až 1940 působil ve Státní činohře v Kaunasu, následující čtyři roky pak ve vilniuské činohře, kde byla v roce 1943 také nastudována jeho první hra Julijana.
Roku 1938 se oženil, o dva roky se mu a jeho manželce Janině narodila dcera Kristina.
Škėma zažil v Litvě dobu jak sovětské, tak nacistické okupace. V roce 1941 ukázal na své politické smýšlení tím, že se zúčastnil ozbrojeného červnového povstání proti Sovětům. Rok 1944 byl pro Škėmu rokem odchodu z Litvy a přesídlení do Německa. I tam v jistém smyslu pokračoval ve své herecké kariéře, vyšla mu zde i první sbírka povídek. V Německu však nezůstal, roku 1949 emigroval do USA. Tam jako i další intelektuálové v emigraci pracoval manuálně (jako dělník nebo obsluha výtahu), později si našel místo v různých časopiseckých redakcích. Svou emigraci hodnotí Škėma poměrně negativně a skepticky, emigranty (tedy i sebe) označuje za "druhořadé hrdiny", jelikož ti prvořadí zůstali v Litvě (a umírali tam).
Antanas Škėma zahynul tragicky roku 1961 při autonehodě.

## Charakteristika díla
Škėmova tvorba je charakteristická orientací na mluvené slovo, jakýmsi propojením na herectví. Autor používá hovorové výrazy, výjimkou nejsou ani poněkud drsná vyjádření korespondující s popisovanou situací, emotivnost nebo erotičnost. Tyto prvky jsou považovány za "módní" v tehdejší západní, hlavně angloamerické literatuře, která litevského autora ovlivnila. Dále jsou v jeho díle přítomné znaky surrealismu, naturalismu, ironie až grotesky.
Mezi tématy Škėmových děl se objevuje problematika života v exilu, a vůbec život na pozadí historických událostí 20. století (kde nechybí ani autobiografické prvky).
Rádcem, ale také přísným kritikem mu byl další litevský exilový spisovatel Henrikas Radauskas. Přátelské vztahy jej pojily i s autory skupiny Žemė (Země).

## Dílo
Prvním vydaným dílem byla sbírka povídek Nuodėguliai ir kibirkštys (Uhlíky a jiskry) z roku 1947. Za manifest nové generace litevských exulantů je označována povídka Giesmė (Píseň) vydaná časopisecky roku 1952. V témže roce vydaná druhá sbírka povídek Šventoji Inga (Svatá Inga) se zaměřila na do té doby tabuizovaná témata, mezi nimi erotika nebo problém církve. Kromě povídek je Škėma autorem několika dramat. K nejvýznamnějším patří Pabudimas (Probuzení) z roku 1956 a o rok později vydané drama Žvakidė (Svícen).
I své nejslavnější dílo napsal Antanas Škėma v exilu ve Spojených státech amerických. Je jím surrealisticko-poetický román Balta drobulė (do češtiny se název překládá jako Bílý rubáš či Bíle prostěradlo, alternativou může být také Bílé plátno) z roku 1958. Autor se v něm pohybuje mezi několika časovými rovinami, současnost se prolíná se vzpomínkami na dětství nebo na život před odchodem z Litvy. V Litvě bylo toto dílo vydáno nejprve časopisecky roku 1988, poté i knižně.